# Sabrina Roß
Sabrina Roß (ur. 11 kwietnia 1980 w Rostocku) – niemiecka siatkarka, grająca jako przyjmująca. Obecnie występuje w drużynie VC Stuttgart.

## Kariera
| Klub             | Kraj   | Od        | Do        |
| Schweriner SC    | Niemcy | 1997–1998 | 1999–2000 |
| TV Creglingen    | Niemcy | 2000–2001 | 2000–2001 |
| SSV Ulm 1846     | Niemcy | 2001–2002 | 2003–2004 |
| Datovoc Tongeren | Belgia | 2004–2005 | 2004–2005 |
| 1. VC Wiesbaden  | Niemcy | 2005–2006 | 2007–2008 |
| VC Stuttgart     | Niemcy | 2008–2009 | ...       |

## Sukcesy
- 2003 –  – Mistrzostwo Niemiec
- 2003, 2011 –  – Puchar Niemiec
- 2005 –  – Mistrzostwo Belgii
- 2005 –  – Puchar Belgii
- 2005 –  – Superpuchar Belgii